# Estación de Linares-Zarzuela
Linares-Zarzuela, conocida coloquialmente como la estación de Andaluces, fue una estación de ferrocarril que existió en el municipio español de Linares, en la provincia de Jaén. Las instalaciones estuvieron operativas entre 1893 y 1968, constituyendo la terminal de la línea Linares-Puente Genil.

## Historia
La estación fue construida por la Compañía de los Ferrocarriles Andaluces, como estación cabecera del ferrocarril Linares-Puente Genil. Esta línea, conocida como el «Tren del aceite», entraría en servicio en 1893. A lo largo de su existencia Linares-Zarzuela coexistió en la ciudad con otras estaciones de ferrocarril, como la de Almería o la de Madrid. En 1941, con la nacionalización de los ferrocarriles de ancho ibérico, la estación de Linares-Zarzuela pasó a quedar integrada en la red de la recién creada RENFE. Continuaría ofreciendo servicios de viajeros hasta su clausura el 19 de septiembre de 1968.
Tras su cierre las instalaciones fueron desmanteladas y el edificio fue demolido.